# Erick Green
Erick O'Brien Green (Inglewood, 9 maggio 1991) è un cestista statunitense.

## Carriera
Ha disputato una prima stagione con la maglia di Virginia Tech piuttosto deludente, con una media di 2,6 punti a partita, tirando con il 29,3% dal campo. In seguito dichiarerà che le sue prestazioni deludenti lo hanno trasformato in un "topo da palestra" e lo ha stimolato più di tutti gli altri a migliorare la sua qualità di gioco. A ogni stagione ha migliorato la sua media di punti, assist e rimbalzi. Durante la stagione 2012-13, nella quale è stato capocannoniere della NCAA Division 1, è stato candidato al titolo di Atlantic Coast Conference Player of the Year. Nonostante le sue ottime prestazioni, gli Hookies hanno chiuso con un bilancio di 13-19 (4-14 in Atlantic Coast Conference), classificandosi in ultima posizione. Il 12 marzo 2013 viene eletto ACC Player of the Year. È diventato il secondo giocatore dopo Len Bias a vincere questo titolo giocando in una squadra che ha chiuso la Atlantic Coast Conference con un bilancio perdente.
Al draft 2013 viene selezionato con la 46ª scelta dagli Utah Jazz, ma viene immediatamente ceduto ai Denver Nuggets per Rudy Gobert. A causa dei troppi contratti in rosa i Nuggets sono tuttavia costretti a lasciar giocare Green in un'altra squadra per la stagione. Il 30 luglio 2013 firma un contratto annuale con la Montepaschi Siena, squadra militante in Serie A.
Il 21 luglio 2017 firma un contratto annuale con il Valencia.

## Statistiche

### College
| Anno      | Squadra           | PG  | PT | MP   | TC%  | 3P%  | TL%  | RP  | AP  | PRP | SP  | PP   |
| --------- | ----------------- | --- | -- | ---- | ---- | ---- | ---- | --- | --- | --- | --- | ---- |
| 2009-2010 | Virg. Tech Hokies | 34  | 1  | 12,4 | 29,3 | 27,5 | 67,9 | 0,9 | 0,9 | 0,5 | 0,2 | 2,6  |
| 2010-2011 | Virg. Tech Hokies | 32  | 26 | 30,9 | 41,4 | 24,8 | 77,7 | 2,3 | 2,7 | 1,8 | 0,3 | 11,6 |
| 2011-2012 | Virg. Tech Hokies | 31  | 30 | 34,5 | 43,8 | 37,5 | 82,8 | 3,3 | 2,8 | 1,3 | 0,1 | 15,6 |
| 2012-2013 | Virg. Tech Hokies | 32  | 32 | 36,4 | 47,5 | 38,9 | 81,6 | 4,0 | 3,8 | 1,3 | 0,2 | 25,0 |
| Carriera  | Carriera          | 129 | 89 | 28,3 | 43,7 | 33,8 | 80,4 | 2,6 | 2,5 | 1,2 | 0,2 | 13,5 |

### NBA

#### Regular Season
| Anno      | Squadra        | PG | PT | MP  | TC%  | 3P%  | TL%  | RP  | AP  | PRP | SP  | PP  |
| --------- | -------------- | -- | -- | --- | ---- | ---- | ---- | --- | --- | --- | --- | --- |
| 2014-2015 | Denver Nuggets | 43 | 1  | 9,5 | 37,7 | 29,8 | 83,3 | 0,7 | 0,9 | 0,3 | 0,0 | 3,4 |
| 2015-2016 | Denver Nuggets | 3  | 0  | 2,3 | 0,0  | 0,0  | -    | 0,3 | 0,3 | 0,0 | 0,0 | 0,0 |
| 2015-2016 | Utah Jazz      | 6  | 0  | 5,8 | 41,7 | 25,0 | 100  | 0,8 | 0,3 | 0,2 | 0,0 | 2,2 |
| Carriera  | Carriera       | 52 | 1  | 8,7 | 37,7 | 28,8 | 85,7 | 0,7 | 0,8 | 0,3 | 0,0 | 3,1 |

### G League

#### Regular Season
| Anno      | Squadra       | PG | PT | MP   | TC%  | 3P%  | TL%  | RP  | AP  | PRP | SP  | PP   |
| --------- | ------------- | -- | -- | ---- | ---- | ---- | ---- | --- | --- | --- | --- | ---- |
| 2014-2015 | F.W. Mad Ants | 2  | 0  | 35,8 | 51,7 | 27,3 | 90,0 | 2,5 | 3,0 | 2,0 | 0,5 | 21,0 |
| 2015-2016 | Reno Bighorns | 40 | 39 | 37,2 | 51,2 | 44,3 | 84,7 | 4,4 | 4,0 | 1,3 | 0,3 | 25,7 |
| Carriera  | Carriera      | 42 | 39 | 37,1 | 51,2 | 43,6 | 84,9 | 4,3 | 4,0 | 1,3 | 0,3 | 25,5 |

#### Playoffs
| Anno     | Squadra       | PG | PT | MP   | TC%  | 3P%  | TL%  | RP  | AP  | PRP | SP  | PP   |
| -------- | ------------- | -- | -- | ---- | ---- | ---- | ---- | --- | --- | --- | --- | ---- |
| 2016     | Reno Bighorns | 3  | 3  | 43,7 | 54,2 | 36,8 | 94,7 | 4,7 | 3,0 | 1,3 | 0,0 | 36,7 |
| Carriera | Carriera      | 3  | 3  | 43,7 | 54,2 | 36,8 | 94,7 | 4,7 | 3,0 | 1,3 | 0,0 | 36,7 |

### Eurolega
| Anno      | Squadra         | PG  | PT | MP   | TC%  | 3P%  | TL%  | RP  | AP  | PRP | SP  | PP   |
| --------- | --------------- | --- | -- | ---- | ---- | ---- | ---- | --- | --- | --- | --- | ---- |
| 2013-2014 | Mens Sana Siena | 10  | 9  | 24,4 | 42,1 | 34,3 | 69,2 | 1,7 | 1,0 | 0,9 | 0,0 | 11,1 |
| 2016-2017 | Olympiakos      | 36  | 4  | 20,5 | 44,2 | 40,0 | 81,7 | 1,9 | 0,9 | 0,7 | 0,1 | 9,9  |
| 2017-2018 | Valencia        | 28  | 16 | 24,6 | 44,5 | 41,7 | 90,0 | 1,7 | 1,7 | 0,8 | 0,0 | 14,4 |
| 2018-2019 | Fenerbahçe      | 28  | 19 | 12,6 | 52,6 | 40,8 | 94,1 | 0,8 | 0,8 | 0,4 | 0,1 | 5,6  |
| Carriera  | Carriera        | 102 | 48 | 19,8 | 45,2 | 40,1 | 86,7 | 1,5 | 1,1 | 0,6 | 0,1 | 10,1 |

### Eurocup
| Anno      | Squadra           | PG | PT | MP   | TC%  | 3P%  | TL%  | RP  | AP  | PRP | SP  | PP   |
| --------- | ----------------- | -- | -- | ---- | ---- | ---- | ---- | --- | --- | --- | --- | ---- |
| 2013-2014 | Mens Sana Siena   | 6  | 5  | 24,8 | 44,4 | 25,0 | 70,0 | 2,0 | 1,8 | 1,3 | 0,0 | 11,2 |
| 2020-2021 | Bahçeşehir Koleji | 9  | 9  | 32,1 | 50,8 | 39,2 | 90,2 | 3,0 | 3,4 | 1,6 | 0,0 | 21,3 |
| 2022-2023 | Budućnost         | 10 | 1  | 25,3 | 55,7 | 51,1 | 80,0 | 1,9 | 1,7 | 1,1 | 0,0 | 18,8 |
| Carriera  | Carriera          | 25 | 15 | 27,6 | 51,3 | 42,1 | 84,0 | 2,3 | 2,4 | 1,3 | 0,0 | 17,9 |

## Palmarès

### Squadra
- Supercoppa italiana: 1 (revocato)

Mens Sana Siena: 2013
- Coppa di Turchia: 1

Fenerbahçe: 2019
- Supercoppa spagnola: 1

Valencia BC: 2017
- Coppa del Montenegro: 1

Budućnost: 2023

### Individuale
- Capocannoniere NCAA Division I (2013)
- NCAA AP All-America Third Team (2013)
- All-NBDL First Team (2016)
- MVP Supercoppa spagnola 2017